# قطعنامه ۱۴۵۳ شورای امنیت
قطعنامه ۱۴۵۳ شورای امنیت سازمان ملل متحد که در تاریخ ۲۴ دسامبر ۲۰۰۲ تصویب شد، سندی بین‌المللی دربارهٔ اوضاع در افغانستان است. این قطعنامه طی نشست ۴۶۸۲ام با ۱۵ رای موافق، ۰ مخالف و ۰ ممتنع تصویب شد.